# Église Saint-Isidore de Saint-Isidore
Pour les articles homonymes, voir Église Saint-Isidore.
L’église Saint-Isidore est un lieu de culte catholique romain situé au 3915, boulevard des Fondateurs à Saint-Isidore, au Nouveau-Brunswick (Canada). 

## Histoire
L'église fut construite entre 1904 et 1908, selon les plans de l'architecte québécois Thomas Raymond à la demande du père Louis Gagnon. Le maître maçon Albert Boutet dirigea la construction. Plusieurs maçons et menuisiers de la Péninsule acadienne ont été formés durant le chantier. L'église est devenue un site historique provincial le 1er juillet 2000.

## Architecture
L'église Saint-Isidore est un exemple d'architecture québécoise en Acadie. Les murs extérieurs sont constitués de blocs de grès taillés alors que les coins sont faits de grès scié.